# Thorpe Underwood (North Yorkshire)
Thorpe Underwood lub Thorpe Underwoods – osada i civil parish w Anglii, w North Yorkshire, w dystrykcie (unitary authority) North Yorkshire. W 2011 civil parish liczyła 793 mieszkańców. Thorpe Underwood jest wspomniana w Domesday Book (1086) jako Tuadestorp.